# McLaren Automotive

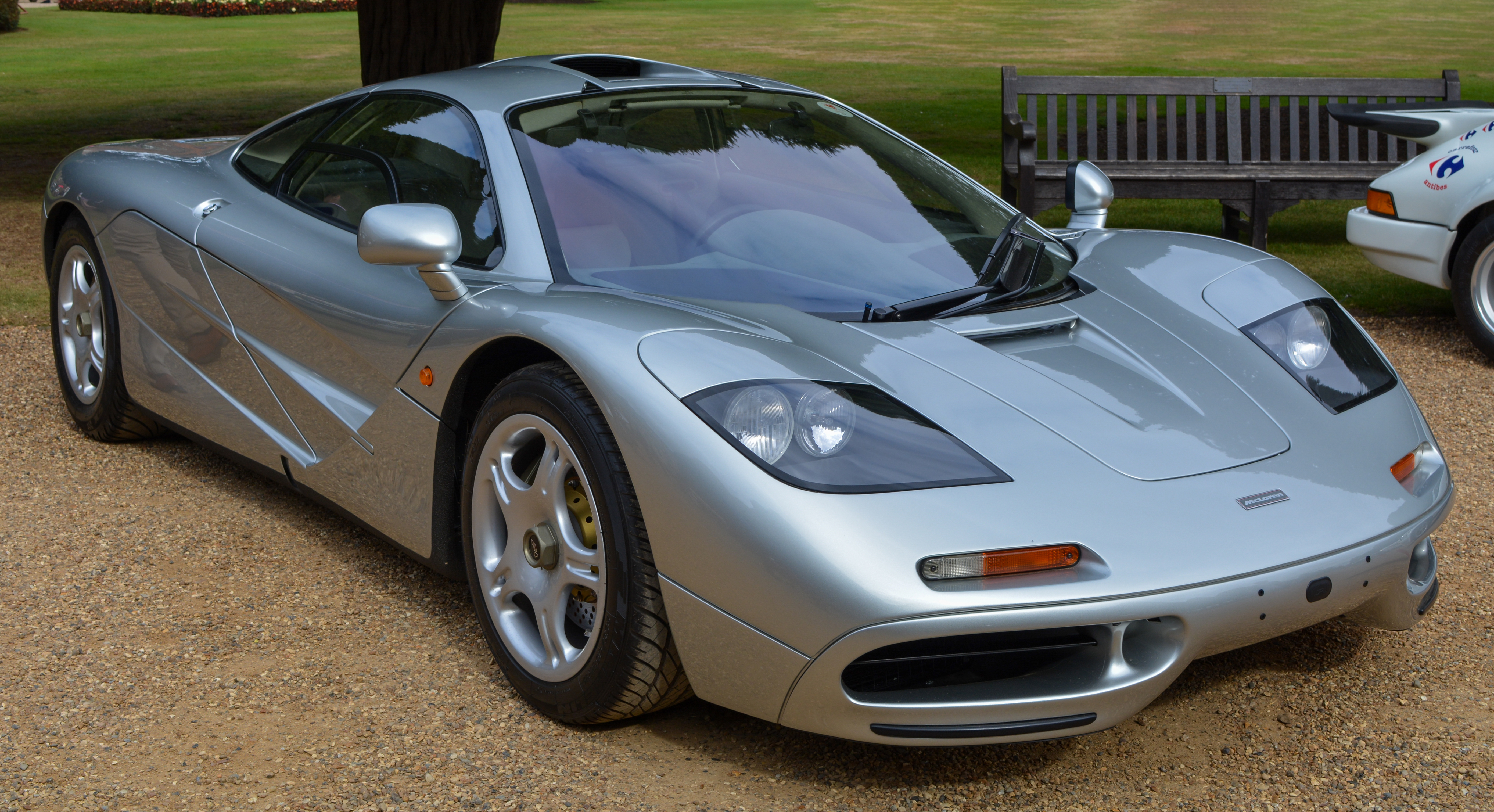
McLaren F1

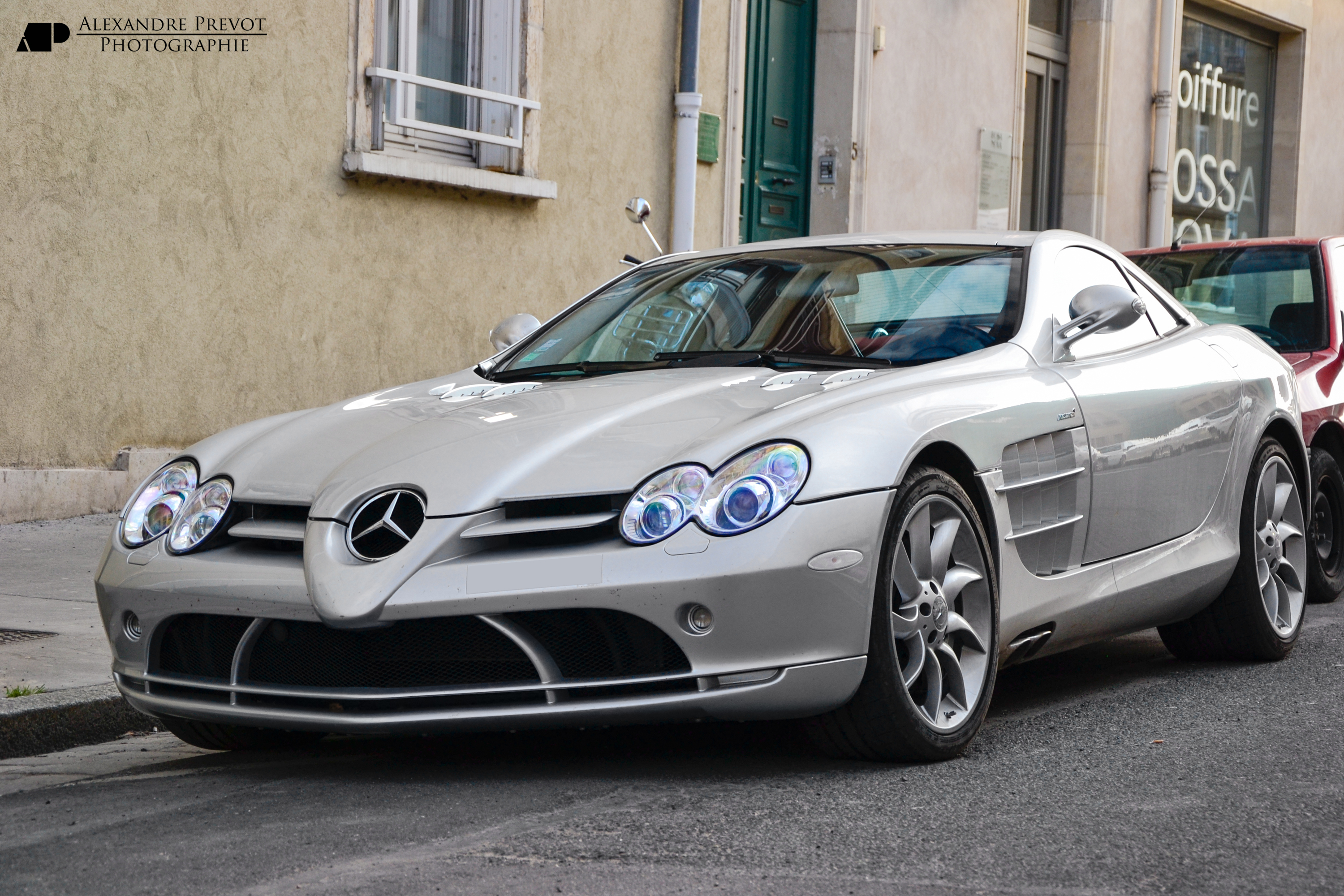
Mercedes-Benz SLR McLaren

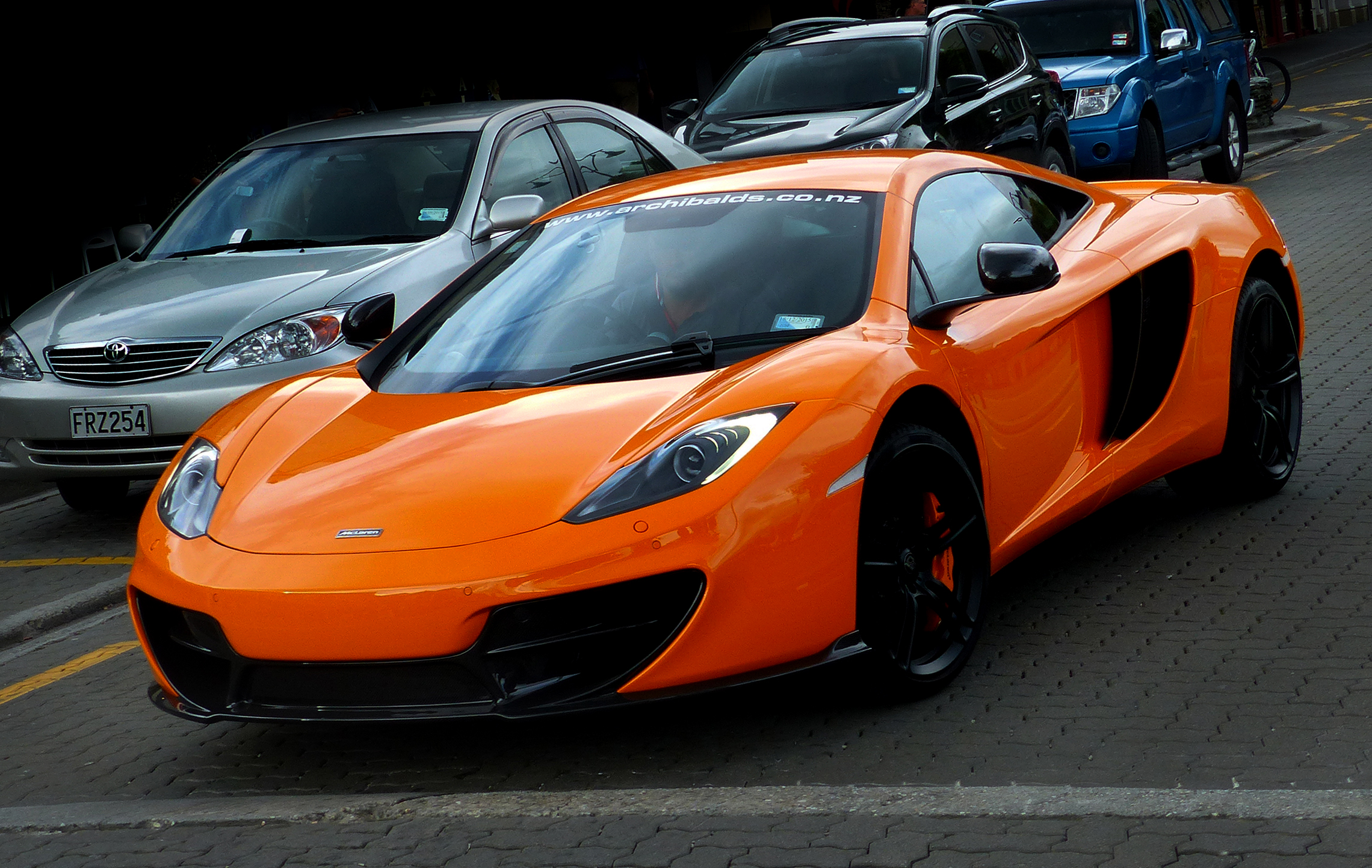
McLaren 12C

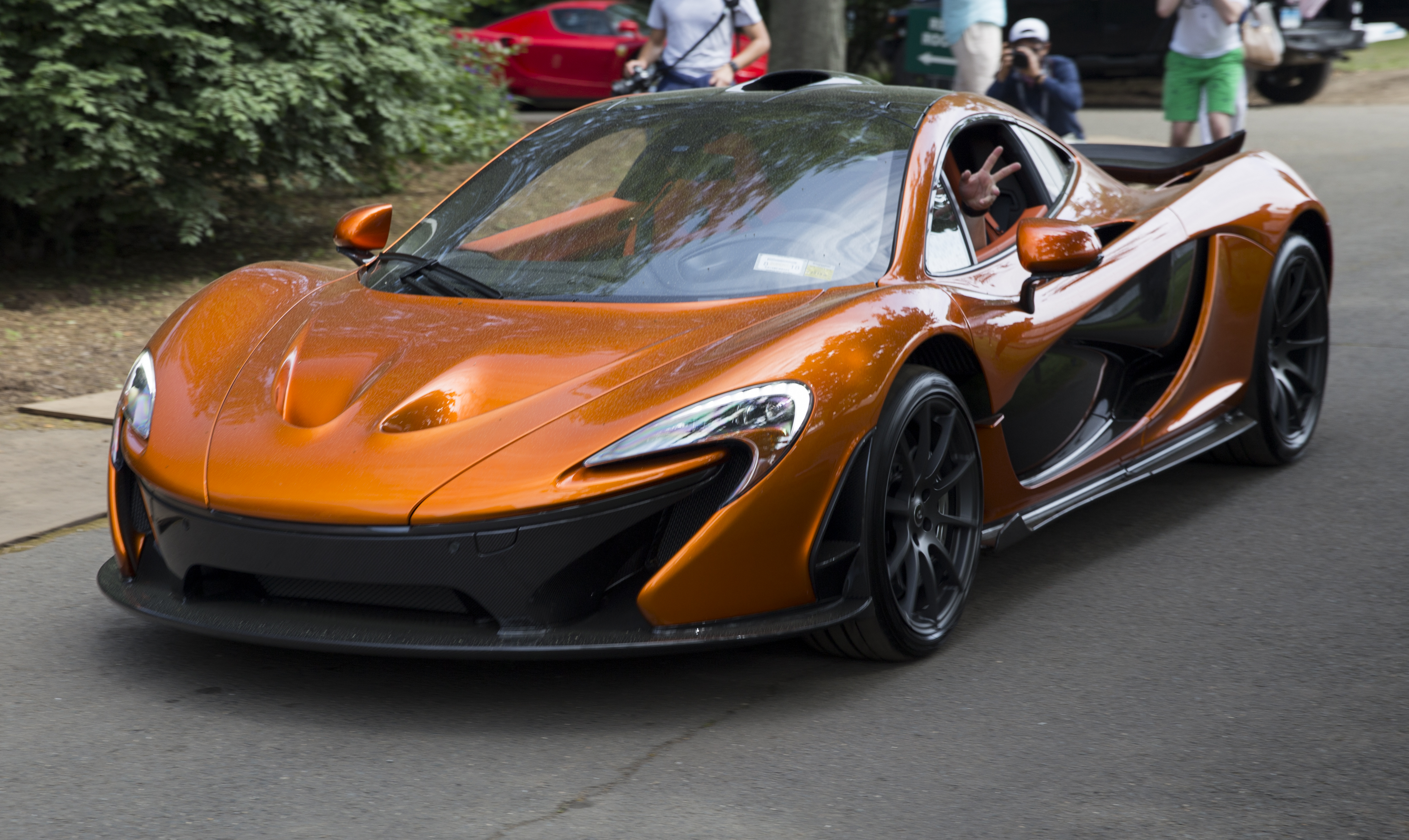
McLaren P1

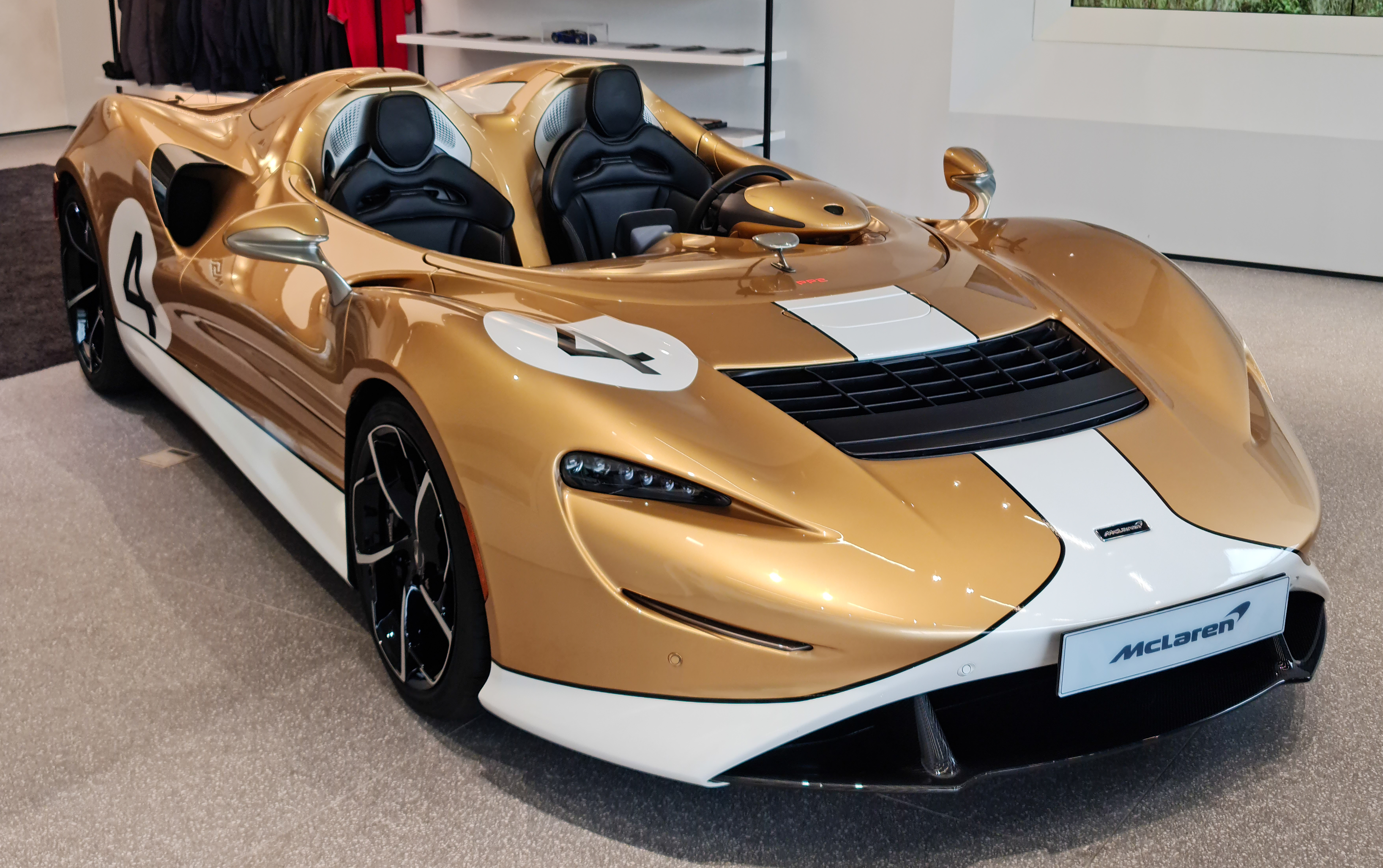
McLaren Elva

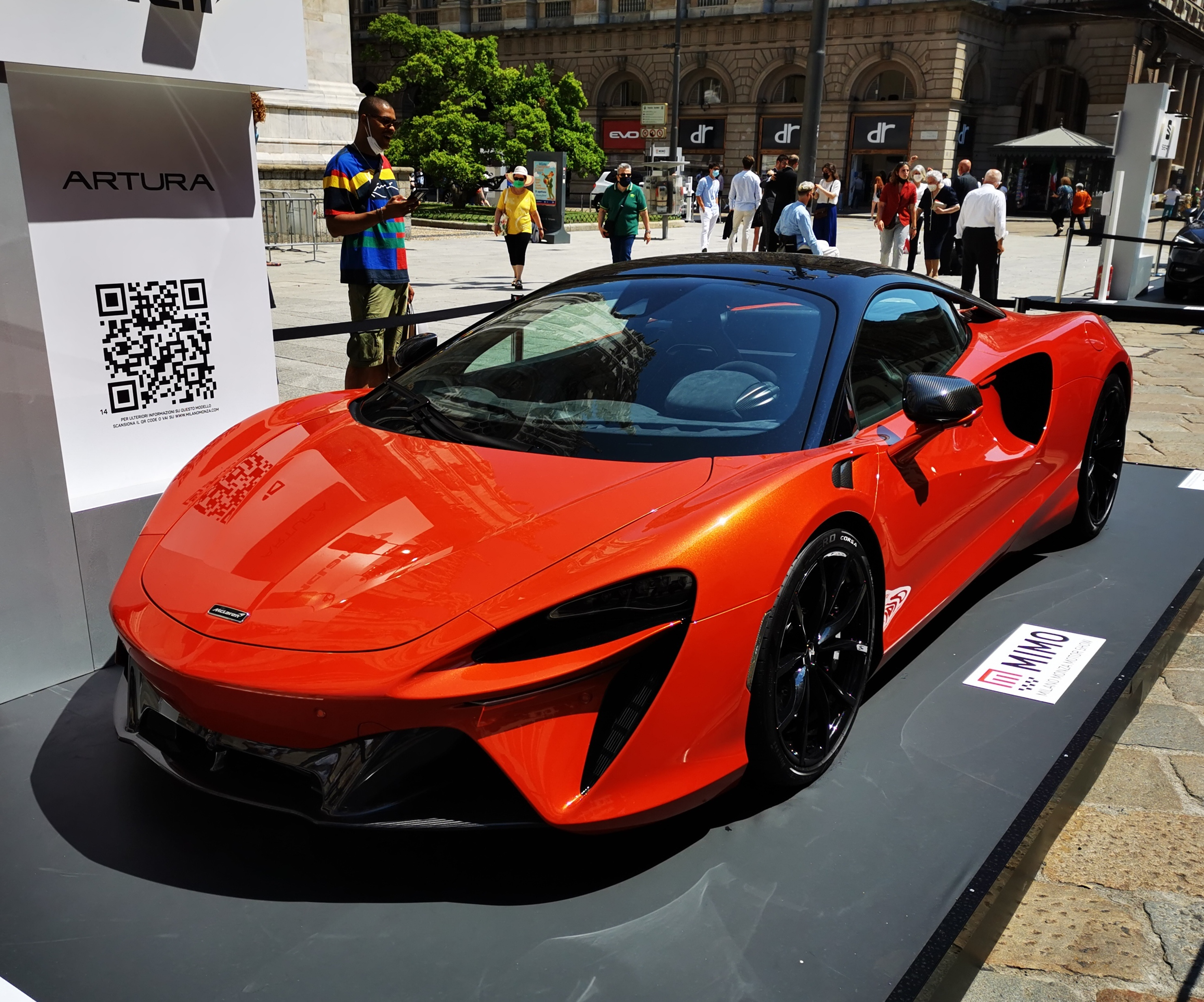
McLaren Artura

McLaren Automotive – brytyjski producent hipersamochodów, supersamochodów i samochodów sportowych z siedzibą w Woking działający od 1989 roku. Przedsiębiorstwo należy do brytyjskiego McLaren Technology Group.

## Historia

### McLaren Cars
W połowie czerwca 1989 roku brytyjski przedsiębiorca Ron Dennis założył w angielskim Woking przedsiębiorstwo McLaren Cars Limited, skoncentrowane na skonstruowaniu pierwszych konstrukcji sygnowanych marką McLaren o przeznaczeniu drogowym. Pierwszym pojazdem, który opracowany został z wykorzystaniem zaplecza konstrukcyjnego specjalizującego się na co dzień pracą przy bolidach Formuły 1 McLaren, był supersamochód F1. Zaprezentowany po raz pierwszy w 1991 roku, do seryjnej produkcji trafił dwa lata później, w 1993.
Sztandarowy supersamochód z nietypowym, centralnie umieszczonym fotelem kierowcy z sąsiadującymi mu dwoma siedziskami, przysporzył popularności firmie McLaren Cars, ciesząc się w momencie produkcji tytułem najszybszego cywilnego samochodu na świecie. Na jego bazie w połowie lat 90. XX wieku opracowano jeszcze dwie pokrewne konstrukcje: F1 GTR i F1 LM.
Po zakończeniu produkcji modelu F1 w 1998 roku, gama McLaren Cars nie została poszerzona o żaden nowy model, a pod kątem formalnym przez kolejne 10 lat przedsiębiorstwo posiadało status tzw. dormant company, czyli firmy nieaktywnej. W pierwszych latach XXI wieku McLaren skoncentrowany był jedynie na partnerskiej współpracy z niemieckim Mercedesem-Benzem, produkując w latach 2003–2009 opracowany wspólnie wyczynowy samochód SLR McLaren.

### McLaren Automotive
Stagnacja w wytwarzaniu autorskich konstrukcji została przerwana pod koniec pierwszej dekady XXI wieku, kiedy to McLaren Group zdecydowało się wznowić działalność oddziału do produkcji cywilnych pojazdów pod nową nazwą - McLaren Automotive. W maju 2009 roku ogłosił on plany budowy nowych zakładów produkcyjnych.
Powrót na rynek zainaugurowano ostatecznie we wrześniu 2009 roku, kiedy to odbył się debiut pierwszego od dwóch dekad nowego modelu marki McLaren w postaci średniej wielkości supersamochodu MP4-12C. Z kolei dwa lata później, w 2012 roku na Paris Motor Show zaprezentowano następcę F1 - sztandarowy model P1.

### Intensywny rozwój
W 2014 roku zaprezentowano następcę MP4-12C, model 650S, a rok później ofertę uzupełnił jeszcze mniejszy 570S. Na koniec drugiej dekady XXI wieku przypadła wzmożona rozbudowa oferty McLarena: w 2017 roku producent przedstawił model Senna, który opracowano w limitowanej serii 500 egzemplarzy, rok później zadebiutował nowy sztandarowy supersamochód Speedtail, z kolei w 2019 roku brytyjskie przedsiębiorstwo przedstawiło kolejne dwie nowe konstrukcje: GT oraz Elva.
Rozbudowa portfolio modelowego McLarena wiązało się także z rozwojem punktów dealerskich w skali globalnej, rozwijając lokalizacje także o państwa z grupy rynków wschodzących jak Brazylia, Chiny, Tajlandia czy RPA. W sierpniu 2018 roku otwarto pierwszy punkt dealerski w Polsce, wybierając za lokalizację stołeczną Warszawę. W 2019 roku przedsiębiorstwo obecne było w 31 państwach, osiągając roczną produkcję na poziomie 3,5 tysiąca sztuk samochodów.
W 2021 roku McLaren przedstawił swój pierwszy wysokoseryjny samochód o spalinowo-elektrycznym napędzie hybrydowym o nazwie Artura, w tym samym roku wkraczając także na kolejny duży rynek państwa rozwijającego się, Indii.

## Modele samochodów

### Obecnie produkowane

#### Samochody sportowe
- Artura
- GTS

#### Supersamochody
- 750S

### Historyczne
- F1 (1993–1998)
- F1 GTR (1995–1997)
- F1 LM (1996–1998)
- MP4-12C (2011–2012)
- X-1 (2012)
- 12C (2012–2014)
- P1 (2013–2015)
- 650S (2014–2017)
- Speedtail (2020)
- Elva (2020)
- Senna (2018–2020)
- 570S (2015–2021)
- Sabre (2020–2021)
- 720S (2017–2023)
- Solus GT (2023)
- GT (2019–2024)